# Кейзер, Никез де
Никез де Кейзер (нидерл. Nicaise de Keyser; 26 августа 1813, Зандвлит близ Антверпена — 17 июля 1887, Антверпен) — бельгийский художник академического направления, мастер исторической и портретной живописи.

## Жизнь и творчество
Никез де Кейзер учился в Академии изящных искусств Антверпена под руководством Йозефа Якобса и Маттеуса Игнатиуса ван Бре. После 1835 года он совершил множество путешествий, в том числе в Англию и Шотландию, Париж и Италию. В 1839 году он уехал на учёбу в Италию. 6 октября 1840 года Кейзер вступил в брак с художницей Изабеллой Телгхёйс. В 1846 году он был избран в качестве почетного академика в Национальной академии дизайна. В 1855 году он стал директором антверпенской Королевской академии изящных искусств. Де Кейзер регулярно путешествовал по Германии. Среди его учеников были такие живописцы, как Ян Баттай, Флорент Клас, Эмиль Клаус, Ян Свертс, Питер Кёйперс, Жан-Батист Сервен, Ян ван дер Вельде, Шарль Верла, Пьер Веррёйдт и др.
В 1863 году художник был награждён прусским орденом Pour le Mérite.
В конце XIX — начале XX века на страницах Энциклопедического словаря Брокгауза и Ефрона были написаны следующие слова об этом художнике:
«Кейзер (Никез de Keyser, 1813—1887) — антверп. живописец, который, наряду с ван-Бри и Вапперсом, может считаться возродителем бельгийского искусства, прозябавшего до появления этих трех художников в оковах бледного подражания старинным фламандцам или преклонения перед сухим стилем француза Давида».

## Галерея

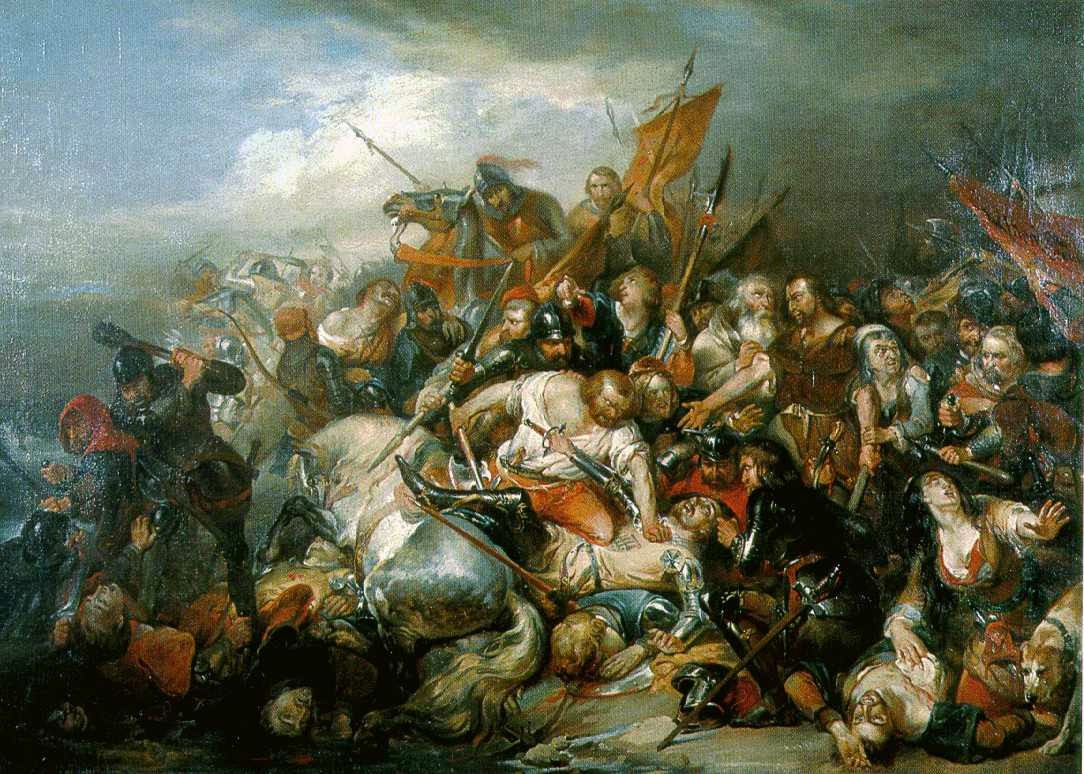
Битва «золотых шпор» (1836)
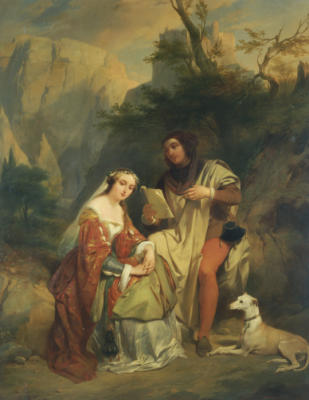
Петрарка и Лаура (1842)
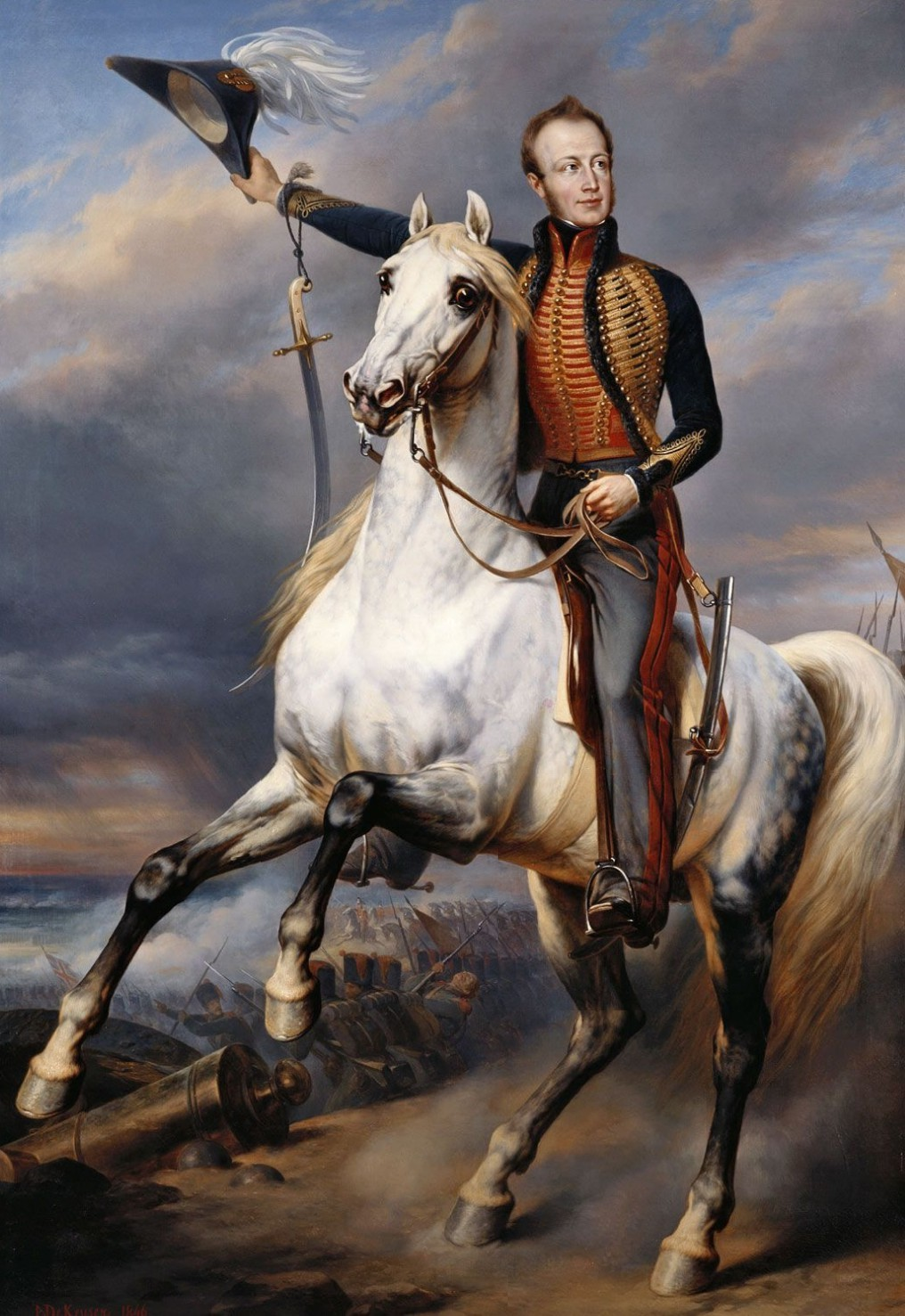
Портрет Виллема II, короля Нидерландов (1846)
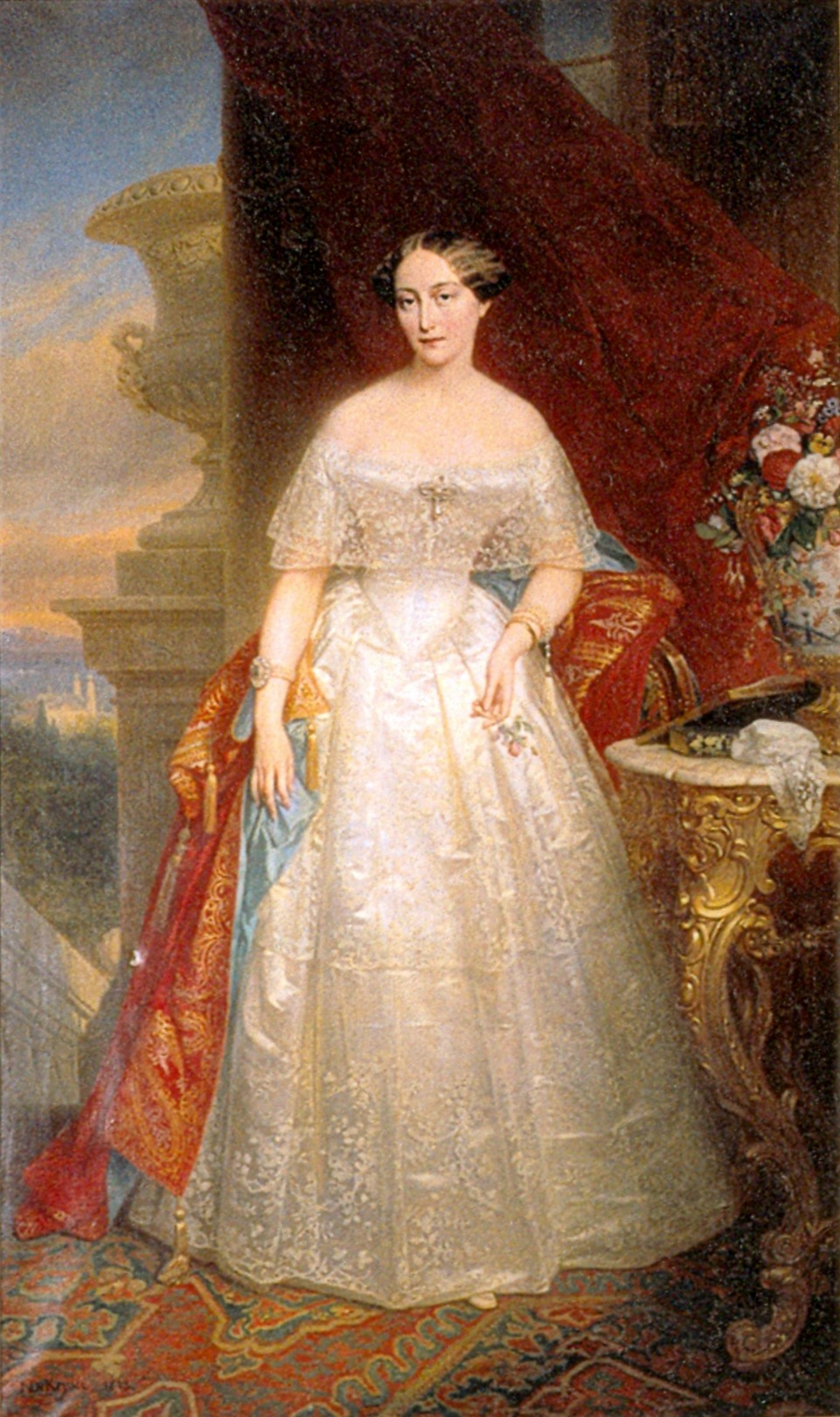
Портрет королевы Ольги Николаевны Романовой (1848)
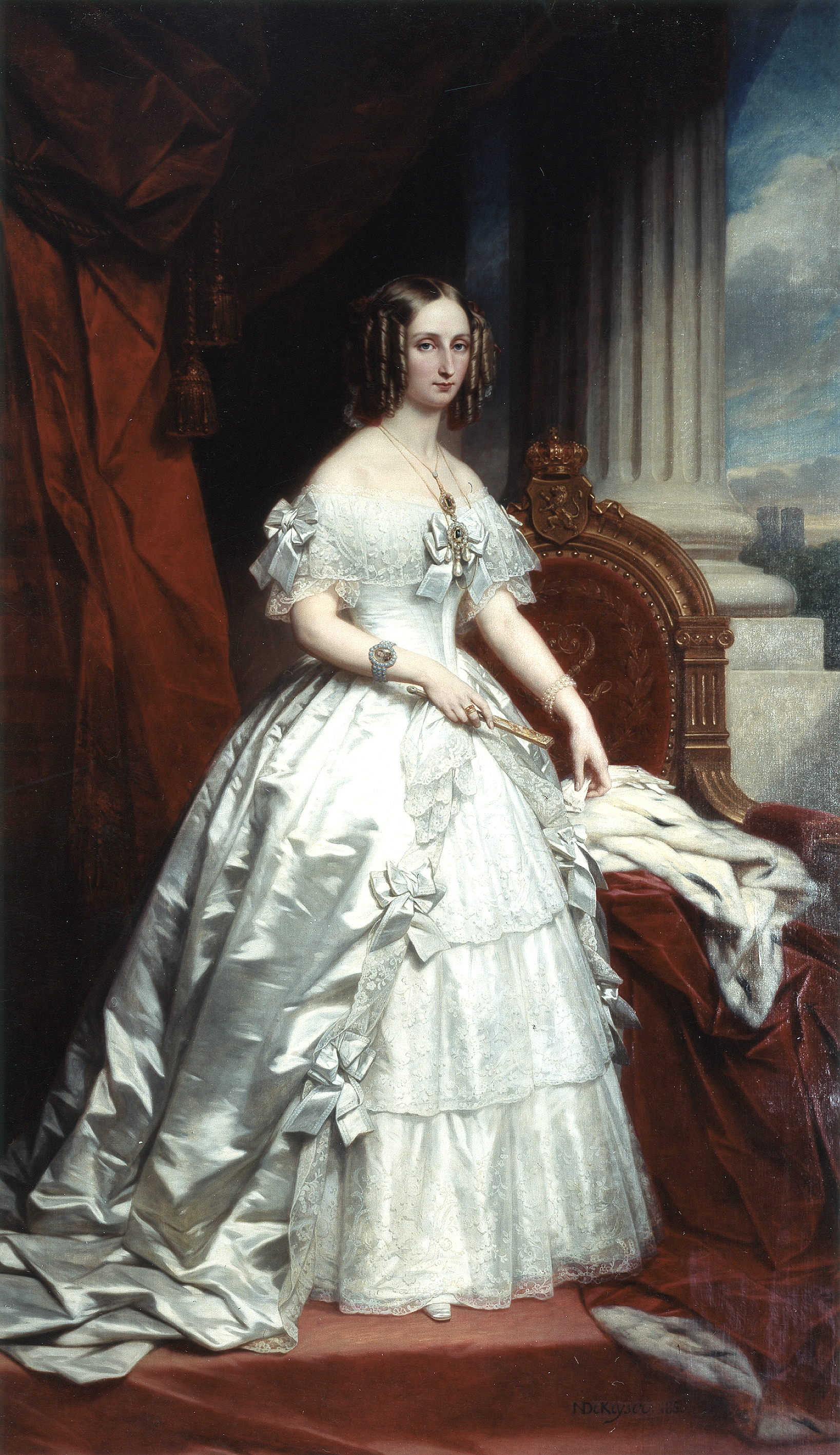
Портрет Марии-Луизы Орлеанской, матери короля Леопольда II Бельгийского (до 1850)
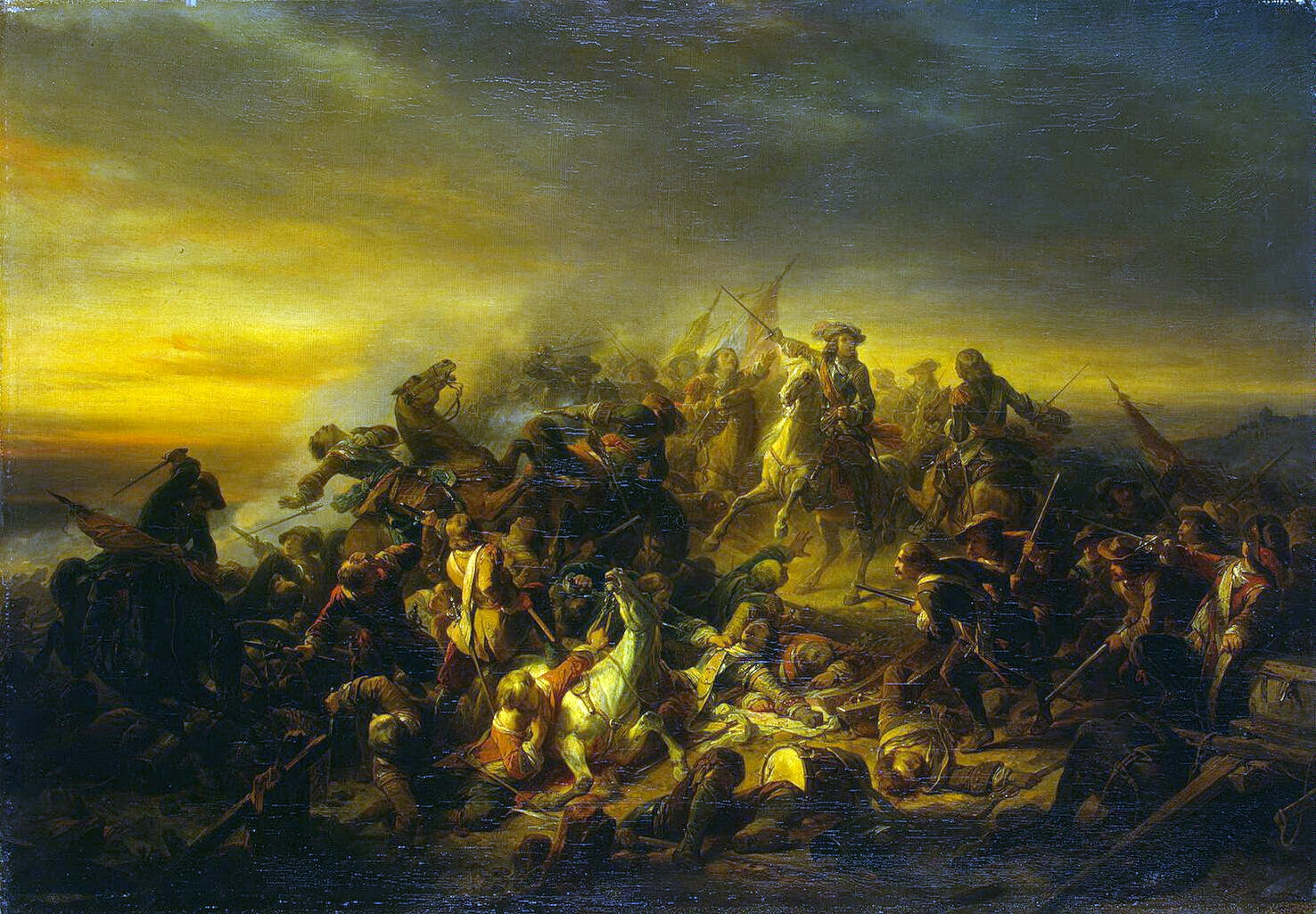
Сражение при Сенефе
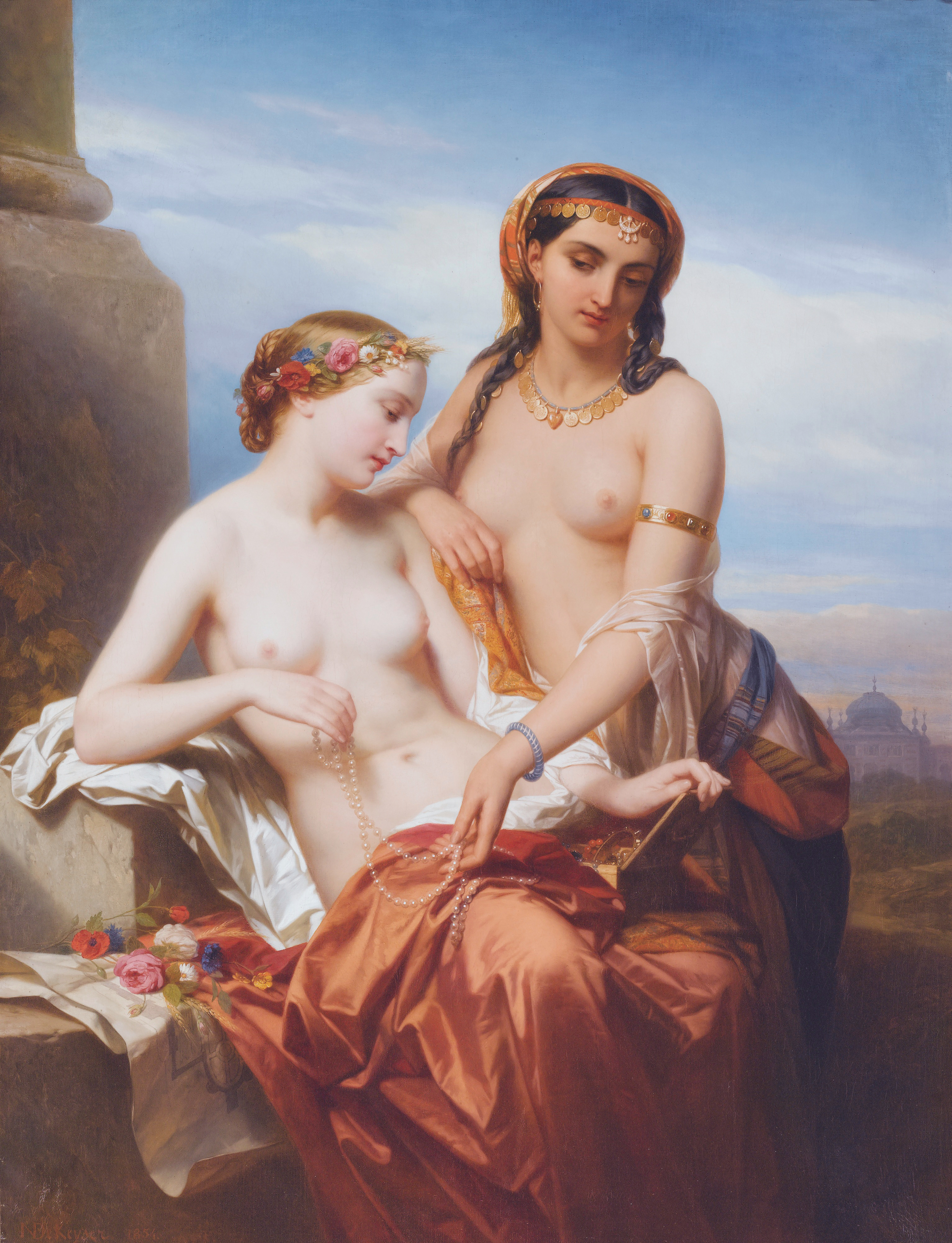
Восточные красавицы (1854)
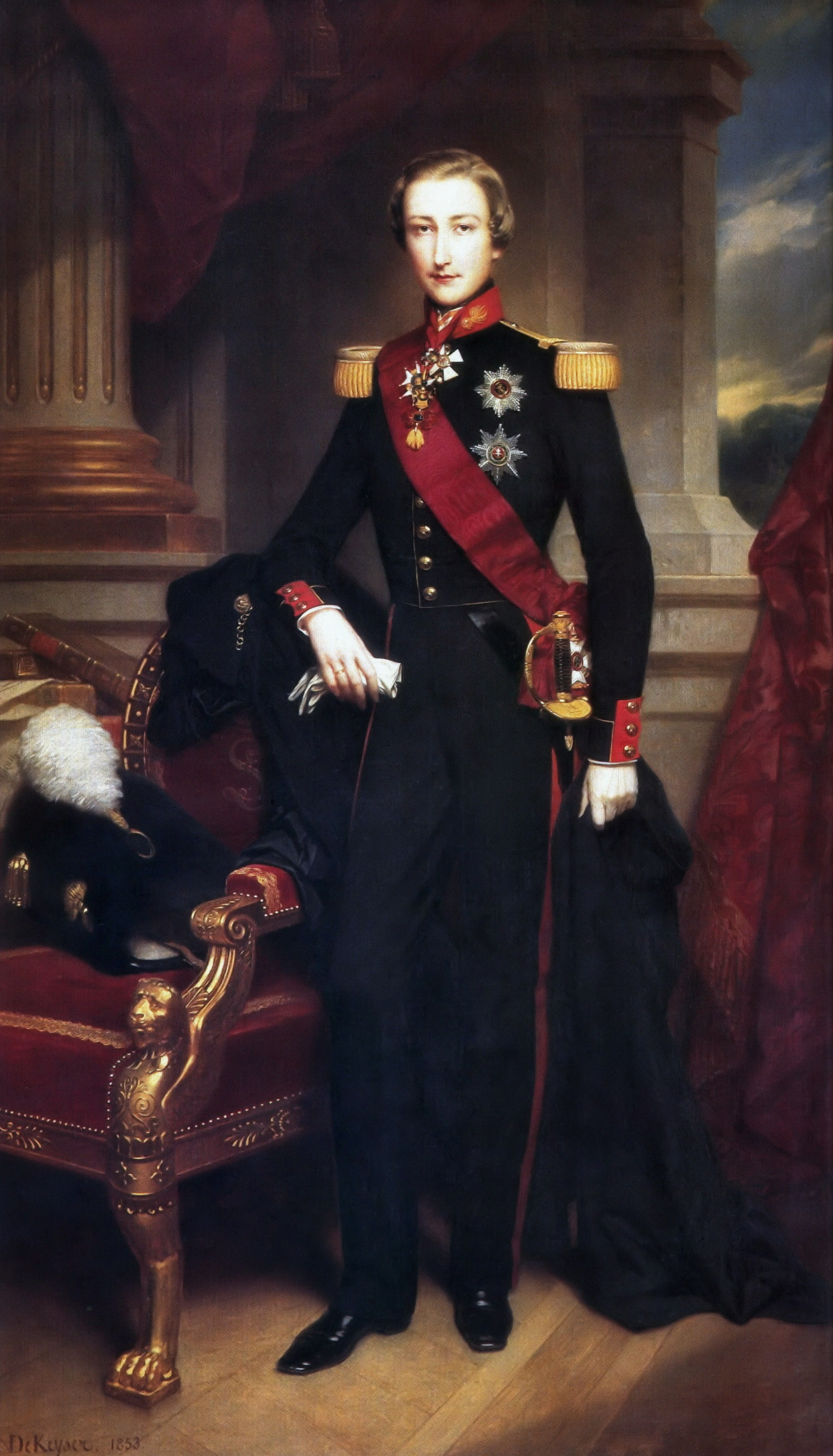
Портрет короля Леопольда II Бельгийского (до 1865)
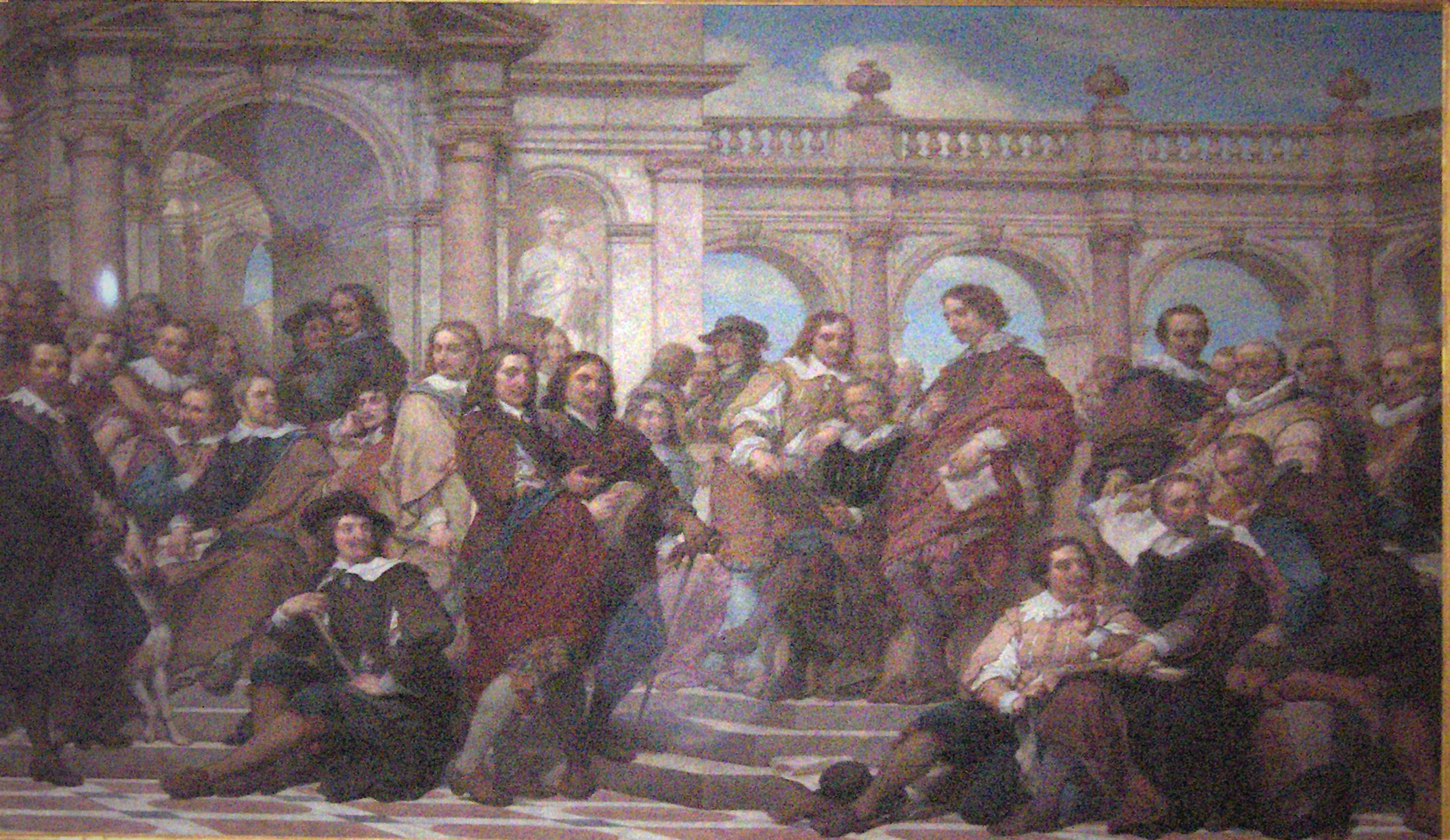
Слава антверпенской художественной школы
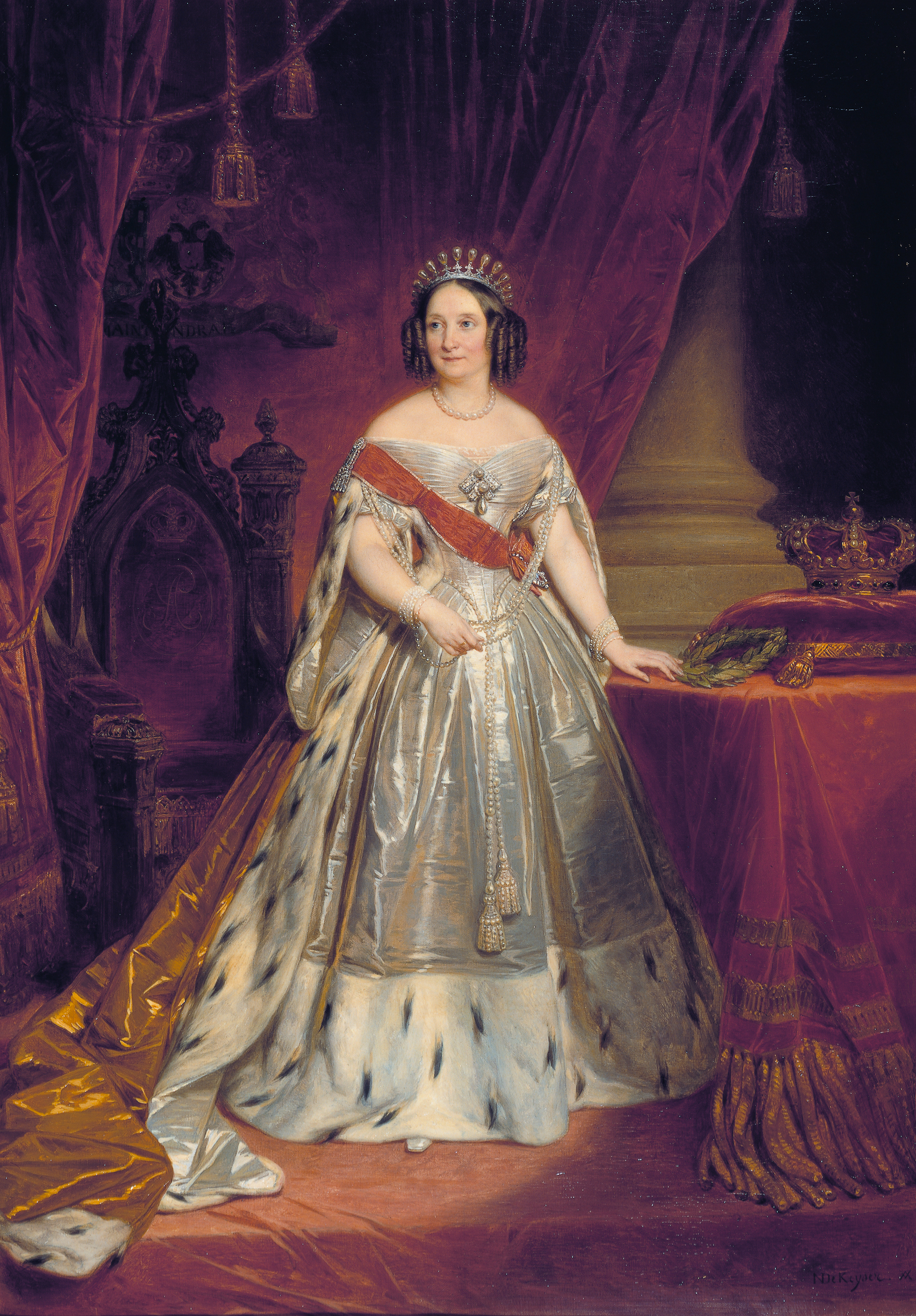
Портрет Анны Павловны Романовой, королевы Нидерландов (1849)